# Killer Tomatoes Strike Back
Killer Tomatoes Strike Back! (Brasil: Corra que os Tomates Assassinos Vem Aí ) é um filme de comédia de terror produzido nos Estados Unidos, dirigido por John De Bello e lançado em 1990.